# Майю Лассила

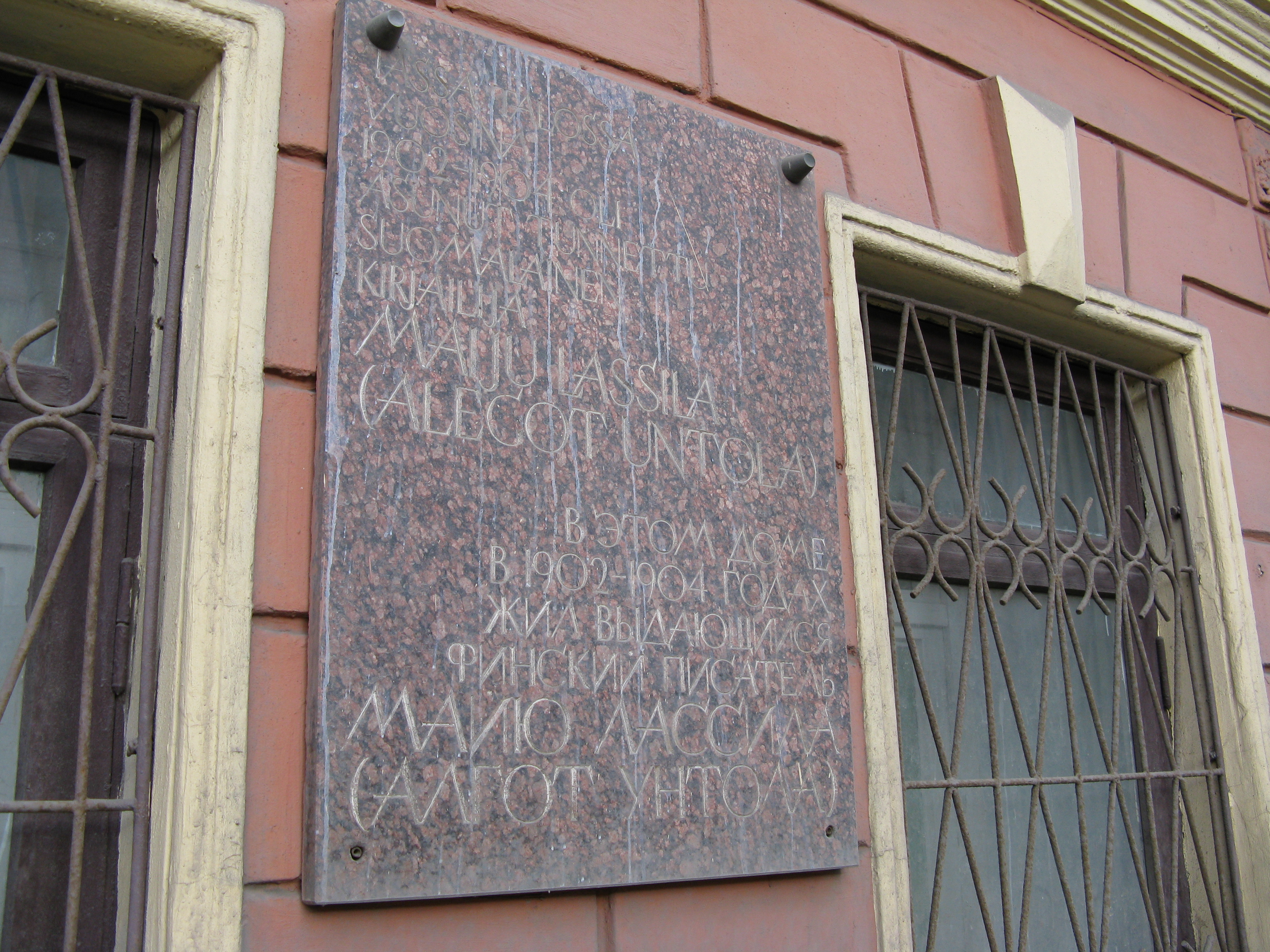
Мемориальная доска на доме в Санкт-Петербурге, Лесной проспект д.7, в котором писатель жил в 1902—1904 годах

А́льгот У́нтола (фин. Algot Untola; имя при рождении — Альгот Тиетявяйнен, фин. Algoth Tietäväinen; псевдонимы — Майю Лассила, фин. Maiju Lassila, Ирмари Рантамала и др., 28 ноября 1868, Тохмаярви — 21 мая 1918, Хельсинки) — финский писатель, журналист и революционер.

## Биография
Родился в семье небогатых крестьян Якко Вильгельма Тиетявяйнена и Марии Симонтютяр Хакулинен. В 1879 году семья из-за долгов переехала в Рускеала, где глава семейства вскоре умер. В 1881 году взял фамилию отчима Унтола. Имел много псевдонимов: Майю Лассила (женское имя), Ирмари Рантамала, Вяйнё Штенберг, Й. И. Ватанен, Лиисан-Антти и Юсси Порилайнен. По образованию был учителем. В 1887 году с помощью местного священника попал в Сортавальскую учительскую семинарию. По окончании учёбы в семинарии, прерывавшейся из-за финансовых трудностей, с 1891 до 1898 года преподавал в народной школе в Раахе.
С 1898 по 1904 годы жил в Петербурге, где работал в посреднической фирме по торговле лесоматериалами. Сблизился там с социалистами-революционерами; по некоторым данным, состоял в боевой организации эсеров и участвовал в подготовке покушения на министра внутренних дел В. К. Плеве.
В 1904 году возвратился в Финляндию, в Лохья, где вернулся к преподаванию в народной школе. После этого в течение многих лет был связан, в качестве агитатора и редактора газеты, с консервативной партией «старофиннов» (или «Финской партией»). Однако после подавления революции 1905 года печатался также в пролетарской газете Социал-демократической партии Финляндии «Тюёмиэс» («Рабочий»).
Самыми известными его книгами являются роман «Хархама» («Блуждающий», 1909), написанный под псевдонимом Ирмари Рантамала, и повесть «За спичками» (Tulitikkuja lainaamassa, 1910), написанная под псевдонимом Майю Лассила. За эти книги писателю была присуждена государственная премия Финляндии по литературе, от которой он отказался.
В 1916 году опубликовал «Письма буржуа», в которых отмежевался от буржуазных политических сил и солидаризовался с революционными социалистами: «Отныне силу жизни даёт только социализм, за ним будущее. Всё здоровое, что достигнуто за последнее время, стало возможно только благодаря энергии и натиску социализма». Приветствовал Октябрьскую революцию в России и активно включился в революционную деятельность левых социал-демократов.
Во время Гражданской войны выступал на стороне «красной гвардии». После взятия Хельсинки белогвардейцами и немецкими войсками 12-13 апреля 1918 года был арестован.
21 мая 1918 года, во время перевозки на пароходе из Хельсинки в Сантахаминскую тюрьму на казнь, погиб при невыясненных обстоятельствах. По одной версии, пытался совершить побег и прыгнул в воду. По другой, был расстрелян на корабле, а затем брошен в воду. Существует легенда, что писателя убили, когда он пытался заступиться за женщину-заключённую.
Произведения его переводил на русский язык М. М. Зощенко. Это был первый перевод сочинений финского писателя на иностранный язык. Также его книги переводились на белорусский, украинский, литовский, латышский, эстонский и другие языки и выходили также в Венгрии, Болгарии, Югославии, Чехословакии, ГДР, КНР.
Творчеству его посвятил очерк Юрий Нагибин.

## Переводы на русский
- Пирттипохья и её обитатели. Пер. Л. Виролайнен / Pirttipohjalaisia, 1911
- Сверхумный. Пер. А. Хурмеваара / Liika viisas, 1915
- Воскресший из мёртвых. Пер. М. Зощенко / Kuolleista herannyt, 1916
- За спичками. Воскресший из мёртвых. Пер. М. Зощенко. Илл. Г. Праксейн. М., Гослитиздат, 1955 г.
- В книге «Илмари Кианто, Майю Лассила. Библиотека финской литературы. — Москва: Художественная литература, 1978. — 527 с.»